# 반지의 기사
《반지의 기사》(일본어: 惑星のさみだれ 호시노사미다레[*])는 미즈카미 사토시가 그린 청년만화이다. 쇼넨가호샤에서 발행하는 영 킹 아워즈에 2005년 6월호부터 연재를 개시했다. 같은 잡지에 연재한 작가의 전작 《산인좌도》(散人左道)에 이은 두 번째 장기 연재이다. 2010년 10월호로 완결되었다.

## 개요
대학생인 주인공 아마미야 유히에게 어느날 아침 말하는 도마뱀이 나타나, 난데없이 세계를 구할 기사로 선택되었으니 공주를 지켜달라는 통보를 받는다. 유히는 관심을 두지 않고 도마뱀을 던져버리지만, 얼마 후 적인 마법사가 만든 거대한 흙인형의 습격을 받게 된다. 죽음을 각오한 시점에서 알고보니 자신보다 훨씬 강한 '공주' 아사히나 사미다레에게 구해진 그는 그녀의 '지구를 자기 손으로 부수겠다'는 이상에 반해 충성을 맹세한다.